# Централна Ява
Централна Ява е провинция в Индонезия с площ 32 801 км2 и население 33 753 023 души (по преброяване от май 2015 г.). Административен център е град Семаранг.

## Население
Населението през 2005 година е 31 820 000 души, от тях 98 % – яванци, 1 % – сунди. През 2015 г. населението е 33 753 023 души.